# Driophlox
Driophlox  este un gen de păsări paseriforme din familia Cardinalidae. Cele patru specii incluse în acest gen au fost anterior incluse împreună cu Habia rubica în genul Habia.

## Taxonomie
Speciile incluse acum în acest gen au fost incluse anterior în genul Habia. Analiza filogenetică moleculară a constatat că genul Habia este parafiletic. Pentru a rezolva problema parafiliei, patru specii au fost mutate de la Habia la un nou gen Driophlox, care a fost înființat de Philip Sclater în 1854, cu Phoenicothraupis gutturalis ca specie tip. Numele genului combină greaca veche δριος/drios care înseamnă „tufiș” cu φλοξ/phlox, φλογος/phlogos care înseamnă „flacără”.
Genul conține patru specii:
- Driophlox fuscicauda
- Driophlox atrimaxillaris
- Driophlox gutturalis
- Driophlox cristata